# 嶋井澄
嶋井 澄（しまい きよし、1917年（大正6年）10月26日 - 2013年（平成25年）1月13日）は日本の実業家、元日立物流社長。山口県出身。

## 略歴
- 1917年（大正6年） - 市蔵の長男として生まれる。
- 1942年（昭和17年） - 大阪大学機械工学科卒業、日立製作所入社。日立工場副工場長・笠戸工場工場長などを歴任。
- 1975年（昭和50年） - 同社代表取締役就任。
- 1977年（昭和52年） - 同社代表取締役常務就任。
- 1981年（昭和56年） - 同社代表取締役専務就任。
- 1983年（昭和58年） - 日立運輸（現・日立物流）代表取締役社長就任。
- 2013年（平成25年）1月13日 - 心不全のため、東京都文京区の病院で死去、95歳。[1]

## 参考
- 交詢社 第69版 『日本紳士録』 1986年